# Бадум, Иоганн
Йохан Бадум — немецкий летчик, ас Второй мировой войны, сбил 54 самолёта, совершив около 300 вылетов. Сражался на Восточном фронте, затем — в Северной Африке (Тунис). В 1943 году погиб там же в бою с американским самолётом.

## Достижения и награды
- После 51-й победы награждён Рыцарским крестом
- Железный крест (1939) 2-го и 1-го класса
- Немецкий крест в золоте
- В одном из боев над Россией уничтожил 5 самолётов противника.